# BioLiège
BioLiège est une association belge regroupant des équipes de l'Université de Liège et plusieurs sociétés de biotechnologie, formant un biotechnopole. La plupart des domaines de la biotechnologie sont représentés : la médecine humaine, l'industrie pharmaceutique, toxicologie, médecine vétérinaire, l'agriculture et la biotechnologie végétale, traitement de l'eau, la gestion des déchets, le contrôle de biodégradation et de l'industrie textile. La plupart des entreprises de biotechnologie sont situés dans le parc de recherche de Liège, à proximité du campus du Sart Tilman.